# 黑姆格拉本河
49°58′27″N 9°31′14″E / 49.974190°N 9.520678°E
黑姆格拉本河（德語：Hemmgraben），是德國的河流，位於該國東南部，由巴伐利亞負責管轄，屬於雷希滕巴赫河的右支流，河道全長1.1公里，流域面積2.4平方公里。